# Geranium robustum
Geranium robustum är en näveväxtart som beskrevs av Carl Ernst Otto Kuntze. Geranium robustum ingår i släktet nävor, och familjen näveväxter. Inga underarter finns listade i Catalogue of Life.